# Peter Baumann (Biologe)
Peter Baumann (* 1969) ist ein deutscher Zell- und Molekularbiologe.
Baumann studierte an den Universitäten Bayreuth und Cambridge und wurde 1998 am University College London (Clare Hall Laboratories) mit einer Dissertation über DNA-Reparatur promoviert. Als Post-Doktorand arbeitete er ab 2000 an der University of Colorado in Boulder bei Thomas R. Cech, wo seine Forschung über Telomerase begann. Seit 2002 war er in Kansas City, wo er 2004 Assistant, 2009 Associate und 2014 Professor am Kansas Medical Center und am Stowers Institute for Medical Research wurde und für das Howard Hughes Medical Institute forschte (ab 2009 als Early Career Scientist und ab 2013 als Howard Hughes Investigator). 2017 erhielt er eine Humboldt-Professur an der Johannes Gutenberg-Universität Mainz am Institut für Molekulare Biologie (IMB), das er als Adjunct Director mit leitet. 2019 wurde Baumann in die European Molecular Biology Organization gewählt.
Er forscht über Alterungsprozesse in Zellen und deren Regulation, besonders über die Telomerase. Er identifizierte das Gen für die RNA-Komponente der Telomerase in Hefe, dem Teil, mit der die Telomerase an das Telomer bindet. Die Entdeckung schuf auch einen neuen Weg für RNA-Prozessierung. Außerdem entdeckte er ein Protein (Pot 1, für Protection of Telomers), das wesentlich für den Schutz des Telomers war, indem es an dessen Enden bindet. Es wurde zuerst an Hefe und Bakterien entdeckt, findet sich aber auch bei höheren Lebensformen und bei Säugern.
Er konnte auch erklären, warum an den Enden von Telomeren zwar viele DNA-Reparatur-Enzyme waren, diese aber nicht versehentlich die Enden von Chromosomen verbanden. Das Chromosom war davor durch einen Proteinkomplex geschützt, der selbst sehr kurze Telomere von 12 DNA-Repeats schützte.
Baumann untersuchte auch Aspidoscelis, eine Gattung der Peitschenschwanzeidechsen aus der Familie der Teiidae, die sich geschlechtslos vermehren und konnte teilweise klären, warum die genetische Vielfalt dabei nicht verloren geht.

## Schriften (Auswahl)
- mit Cech: Pot-1, the putative telomere end-binding protein in fission yeast and humans, Science, Band 292, 2001, S. 1171–1775